# Julij Martov
Julij Martov, in russo Юлий Мартов?, nato Julij Osipovič Cederbaum, in russo Юлий Осипович Цедербаум? (Costantinopoli, 24 novembre 1873 – Schömberg, 4 aprile 1923), è stato un politico e giornalista russo.
Assieme a Lenin a Monaco di Baviera, dove viveva nel quartiere di Schwabing, negli anni dieci era uno dei redattori di Iskra. Fu portavoce dei menscevichi nel Partito Operaio Socialdemocratico Russo. Inoltre, fondò in Russia i primi giornali e riviste in lingua ebraica e yiddish: Hamelits, Kol Mevasser, Yidisher Folksblat, e Vestnik Russkikh Evreev.
Era un vecchio amico e mentore di Lev Trockij, con il quale però in seguito ruppe ogni rapporto. Trockij lo definì "l'Amleto del socialismo democratico".

## Biografia

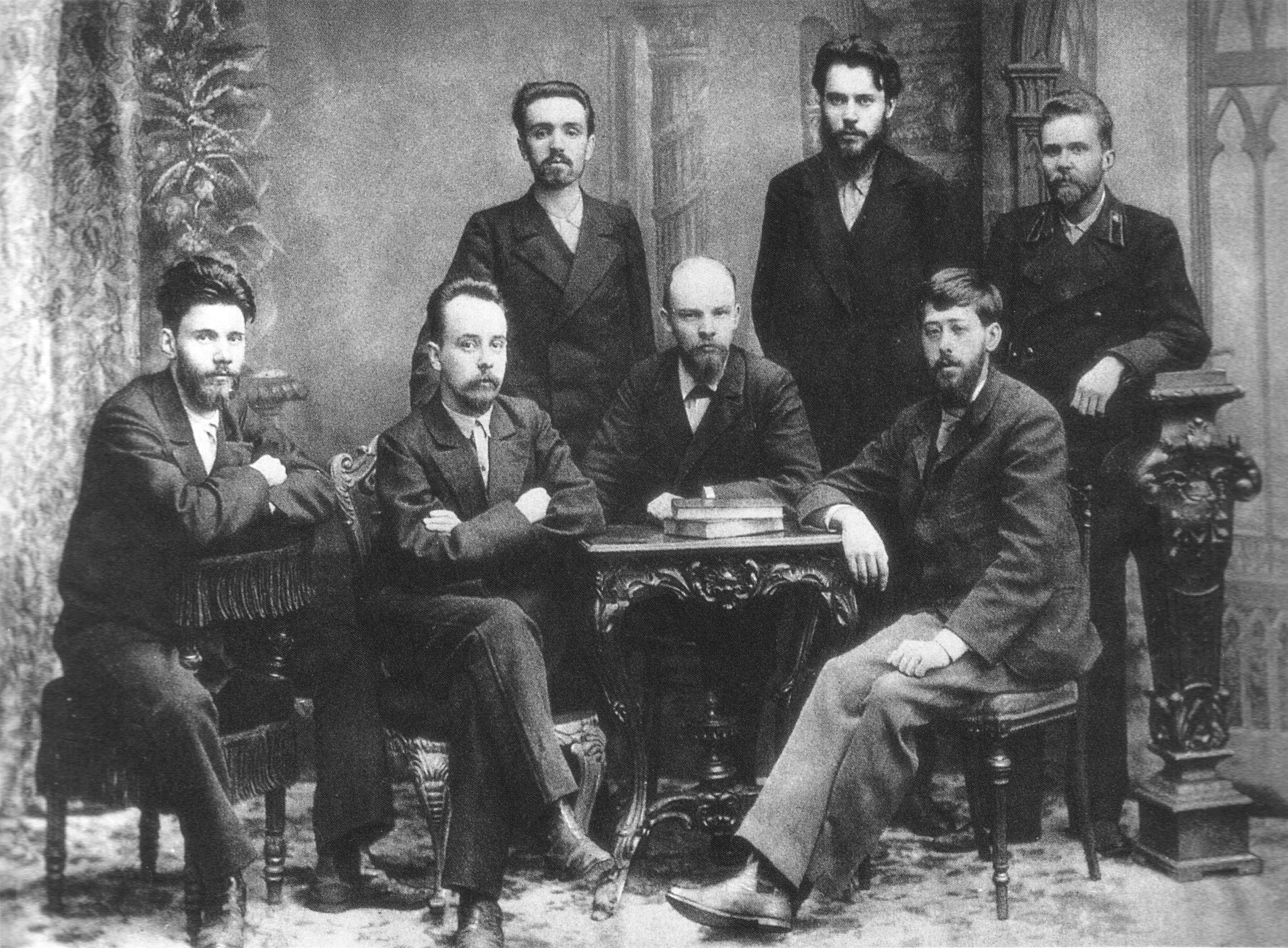
Martov, primo a destra, seduto accanto a Lenin nel 1897 durante una riunione del comitato direttivo dell'Unione di lotta per l'emancipazione della classe operaia.

Martov nacque in una famiglia del ceto medio ebraico a Costantinopoli (l'odierna Istanbul), in Turchia. Sua sorella era la futura leader dei menscevichi Lydia Dan, moglie di Fëdor Dan.

Nel periodo 1891–92 si avvicinò al Marxismo. A tal proposito disse: 
(Julij Martov)
Si recò a studiare nella capitale russa, ma restò ben presto coinvolto in attività politiche illegali che lo condussero ad essere arrestato nel 1892. Condannato al confino, si stabilì a Vilnius, dove era iniziata l'agitazione socialista tra i lavoratori nella regione.
Durante l'esilio all'estero, difese e appoggiò gli attacchi della borghesia liberale nei confronti del regime autocratico, avvertendo però del pericolo insito in un'eventuale coalizione con essi, visti i diversi obiettivi politici che dividevano socialisti e liberali. Si oppose fermamente all'ascesa della nuova corrente "revisionista" all'interno del marxismo rappresentata principalmente da Eduard Bernstein, sostenendo la rivoluzione contro il riformismo e denunciando le alleanze con la borghesia e l'ingresso nel governo francese di Alexandre Millerand.
In Russia, Martov conobbe Vladimir Lenin e insieme a lui e con un piccolo gruppo di intellettuali marxisti, fondò nel 1895 l'Unione di lotta per l'emancipazione della classe operaia. I fondatori furono arrestati quasi subito, anche se l'iniziativa riscosse qualche successo nel 1896 in attività locali a supporto di 30.000 lavoratori. Sia Martov che Lenin furono esiliati in Siberia: Martov venne mandato a Turuchansk nell'Artide (dove contrasse la tubercolosi che alla fine lo ucciderà), mentre Lenin fu destinato a Šušenskoe nella meno rigida cosiddetta "Italia siberiana". Costretto a lasciare la Russia visse in esilio insieme ad altri rifugiati politici. Nel giugno del 1898 apprese la notizia della fondazione, avvenuta a Minsk, del Partito Operaio Socialdemocratico Russo ed aderì a esso. Nel 1900 fu uno dei membri fondatori, con Lenin, del giornale Iskra (Искра, "La scintilla"). A Monaco di Baviera, Martov fu uno degli editorialisti insieme a Lenin e Aleksandr Nikolaevič Potresov. Successivamente, si rifiutò di collaborare ancora al giornale insieme a Lenin e Plechanov, dopo che Lenin aveva estromesso i tre veterani menscevichi Aksel'rod, Potresov e Vera Zasulič.

### Scissione del POSDR tra bolscevichi e menscevichi
Inizialmente, in buoni rapporti con l'Unione Generale dei Lavoratori Ebrei (Bund), in seguito Martov avrebbe avuto un atteggiamento critico verso il Bund opponendosi ad esso per uniformarsi alle posizioni del Partito Operaio Socialdemocratico Russo. Durante il secondo Congresso del POSDR, tenutosi a Londra nel 1903, ci fu una disputa tra Martov e Lenin circa la definizione di membro del partito. Lenin aveva pubblicato le sue idee nel saggio Che fare?, che era considerato il documento ufficiale del gruppo Iskra capeggiato da Lenin e Martov. Tuttavia, nel congresso di Londra, le differenti vedute sullo statuto del partito tra i membri del gruppo sancirono una spaccatura tra i due. Il 17 novembre il partito si separò in due frazioni inconciliabili: i bolscevichi (большеви́к; da Bolshinstvo - "maggioranza" in russo), capeggiati da Lenin, e i menscevichi (меньшеви́к; dal russo Menshinstvo, "minoranza"), guidati da Martov. Contraddittoriamente, i menscevichi erano in realtà la fazione maggioritaria, tuttavia i nomi menscevico e bolscevico facevano riferimento al voto tenutosi in quel congresso del 1903 per decidere il comitato di redazione del giornale di partito Iskra.
Martov concepiva il partito come un'organizzazione di massa. Secondo Lenin, in condizioni nelle quali "stabilire un limite tra il rivoluzionario e il parolaio ozioso" era già difficile, Martov "spalancava le porte del partito a qualsiasi avventuriero" e a "ogni sorta di opportunisti", proprio quando almeno una terza parte di esso già "era composta da intriganti".

### Rivoluzione del 1905

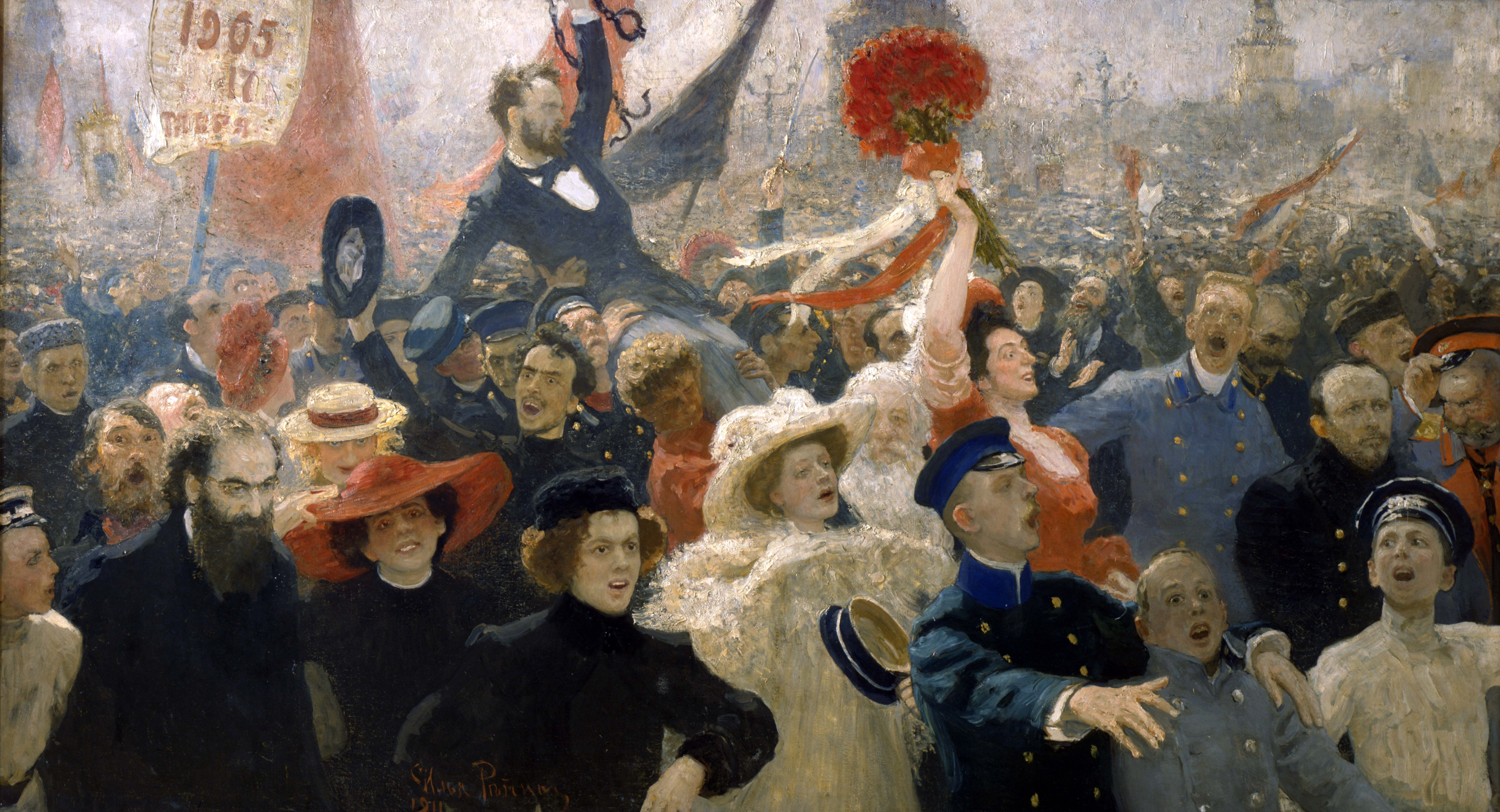
Manifestazione del 17 ottobre 1905 in un dipinto di Ilja Repin (1907)

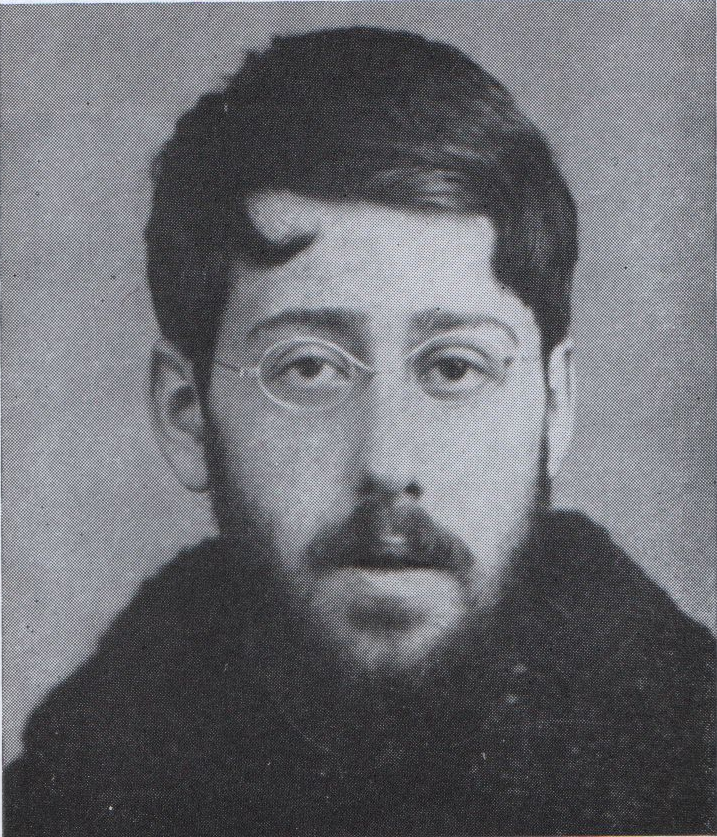
Martov in una foto segnaletica della polizia zarista nel 1896

La sconfitta russa nella guerra russo-giapponese e la successiva rivoluzione causarono la momentanea perdita di importanza delle dispute interne al partito. Nel mese di aprile 1905, tuttavia, i bolscevichi tennero un congresso del partito a Londra, mentre i menscevichi risposero con un proprio congresso a Ginevra in maggio. In esso Martov difese la democratizzazione del partito, l'introduzione dell'elezione delle cariche direttive e l'astensione dell'organizzazione dal governo del Paese, che considerava immaturo per un governo socialista.
Durante la rivoluzione del 1905, Martov sostenne che il ruolo dei rivoluzionari doveva essere quello di oppositori del governo borghese. In una società arretrata ancora non del tutto industrializzata i socialisti non dovrebbero, secondo lui, essere tentati di prendere il potere o di formare una coalizione con la borghesia al governo. Martov predicava una rivoluzione popolare che avrebbe dovuto sostituire gradualmente il governo autocratico in decomposizione con un governo rivoluzionario spontaneo.
Alla fine di ottobre, tornò in Russia da Vienna, ma si trovò in minoranza tra i menscevichi che, data l'insicurezza dei liberali borghesi, pensavano di prendere subito il potere, come sostenuto da Trockij. Prima della fallita insurrezione di dicembre, Martov aveva consigliato cautela, considerando che il proletariato non era ancora sufficientemente forte per cogliere di sorpresa il potere, ma era stato ignorato. Nonostante i suoi crescenti dubbi circa l'opportunità di collaborare con i liberali, sempre più conservatori, Martov optò alla fine per la collaborazione con essi contro l'autocrazia zarista, ma mantenne sempre una sfiducia di base, condivisa con il più radicale Lenin:
(Julij Martov)
Messo in minoranza all'interno del partito, Martov venne arrestato nel febbraio 1906 e non poté partecipare al Congresso di unificazione tenutosi nel mese di aprile; tornò all'attività solo a maggio in tempo per le elezioni della Duma. La maggior parte del partito, tuttavia, era incline a boicottarle, per il dispiacere di Martov, che riteneva le tattiche clandestine e terroriste avrebbero favorito i bolscevichi. In luglio venne nuovamente arrestato e a settembre fu esiliato a Berlino per evitare un'altra deportazione in Siberia. Nel mese di novembre tornò in Finlandia per continuare il suo lavoro.

### Rivoluzione di febbraio
Allo scoppio della rivoluzione di febbraio del 1917, Martov si trovava a Zurigo con Lenin.
Egli tornò in Russia ma troppo tardi per impedire che alcuni menscevichi si unissero al Governo provvisorio. Martov criticò aspramente menscevichi quali Iraklij Tsereteli e Fëdor Dan che, ora membri del governo, supportavano la guerra imperialista. Tuttavia, nel corso di una conferenza tenutasi il 18 giugno 1917, il suo tentativo di diffondere tra i delegati una politica di pace immediata fallì miseramente. Non fu in grado di allearsi con il vecchio rivale Lenin per formare una coalizione, nonostante i punti ideologici in comune con la maggioranza delle fazioni di sinistra all'interno del movimento rivoluzionario.

### Rivoluzione d'ottobre
Quando i Bolscevichi presero il potere dopo i fatti della rivoluzione di ottobre, Martov venne emarginato politicamente. Egli era fermamente convinto che l'unico modo per evitare la guerra civile fosse un governo democratico unito basato sui soviet. Il suo discorso venne accolto da scroscianti applausi alla riunione del Soviet. Tuttavia, la fazione di Martov restò isolata, e la sua idea venne criticata e fermamente condannata da Trockij. Lo strappo irrimediabile con i bolscevichi venne esemplificato dai commenti fatti da Trockij sul vecchio alleato, e dall'abbandono del consiglio dei soviet da parte della fazione di Martov dopo il 25 ottobre 1917 per protesta contro il modo nel quale i bolscevichi stavano monopolizzando il potere: «Siete solo dei patetici individui isolati; mirabili bancarottieri; siete fuori dai giochi. Andatevene nel luogo al quale appartenete d'ora in poi... nel bidone dell'immondizia della storia!». A queste offese Martov replicò in un momento di rabbia: «Allora ce ne andiamo!», e si incamminò in silenzio fuori dall'aula senza voltarsi indietro. Prima di uscire si fermò un attimo, vide un giovane bolscevico in piedi nell'ombra del portico. Il ragazzo insultò Martov definendolo un traditore, al che egli rispose: «Un giorno capirai la portata del crimine al quale stai prendendo parte».
Per qualche tempo ancora, Martov continuò a capeggiare il gruppo menscevico all'opposizione all'interno dell'Assemblea Costituente fino a quando i bolscevichi non la abolirono.

### Guerra civile

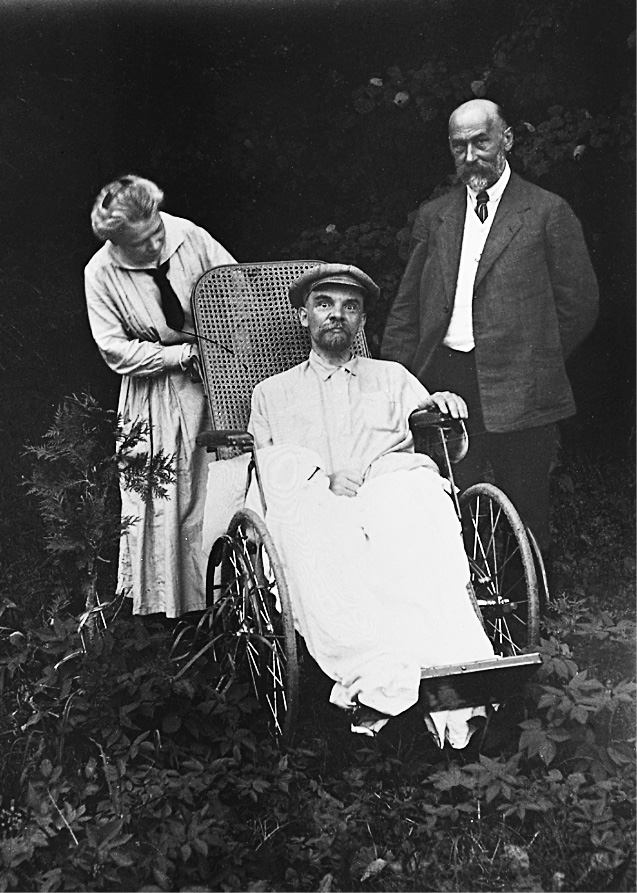
L'ultima foto di Lenin in vita, nel periodo durante il quale si dice avesse mostrato intenzione di riconciliarsi con Martov (1923).

Durante la guerra civile russa, Martov supportò l'Armata Rossa contro le forze controrivoluzionarie dell'Armata Bianca; tuttavia, egli continuò a denunciare la persecuzione degli oppositori politici non-violenti del bolscevismo, fossero reazionari socialdemocratici, anarchici, o giornalisti.

Parlando del Terrore rosso, Martov disse: 
(Julij Martov)
Nell'ottobre 1920, a Martov venne concesso di lasciare la Russia per recarsi in Germania. Il mese seguente egli tenne un discorso al congresso del Partito Socialdemocratico Indipendente di Germania. Martov non aveva previsto di restare in Germania a tempo indefinito, e solamente dopo la messa al bando del partito menscevico nel marzo 1921 da parte dei bolscevichi, decise di non tornare in Russia. Martov morì a Schömberg, Germania, nell'aprile 1923. Poco tempo prima di morire, fondò il giornale Messaggero Socialista, organo ufficiale dei menscevichi in esilio a Berlino, Parigi e New York. Si è vociferato che Lenin, all'epoca già gravemente ammalato e preoccupato dall'ascesa di Stalin all'interno del partito, possa aver fornito fondi a Martov per questa sua ultima avventura.

## Attività politica

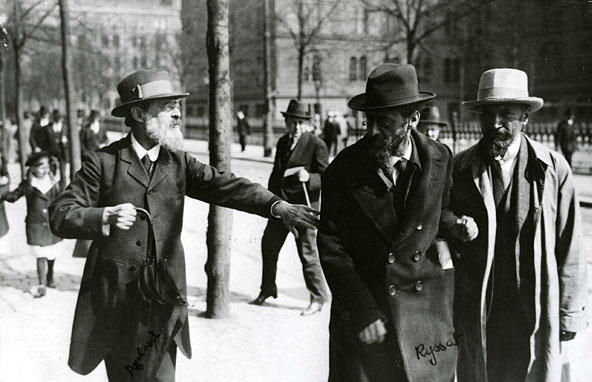
Leader del partito menscevico a Norra Bantorget, Stoccolma, Svezia, maggio 1917. Pavel Borisovič Aksel'rod, Julij Martov e Aleksander Martynov

Martov divenne uno dei leader incontrastati della fazione menscevica insieme a Georgij Plechanov, Fëdor Dan e Iraklij Tsereteli. Anche Lev Trockij fu membro dei menscevichi per un breve periodo ma ben presto ruppe con loro. Martov si trovava confinato in esilio durante i disordini succedutisi alla "domenica di sangue" del 1905.
Dopo la riforma statale seguita ai fatti della Rivoluzione russa del 1905, Martov capì che era ruolo dei rivoluzionari fornire un'opposizione militante al nuovo governo borghese. Quindi si spese per organizzare una rete che riunisse le varie organizzazioni, cooperative, consigli cittadini e soviet, per contrastare la borghesia al governo fino a quando non fossero giunte le condizioni economiche e sociali per l'avvento della rivoluzione socialista.
Martov si trovò sempre all'ala sinistra della fazione menscevica e supportò la riunificazione con i bolscevichi nel 1905. Tuttavia, questa fragile unione ebbe vita breve, e già nel 1907 i due gruppi si erano separati nuovamente. Nel 1911 Martov redisse il pamphlet Spasiteli ili uprazdniteli? Kto i kak razrušal R.S.-D.R.P. ("Salvatori o distruttori? Chi ha distrutto il POSDR e come"), nel quale condannava i Bolscevichi per avere, tra le altre cose, raccolto fondi attraverso "espropriazioni forzate", cioè, in definitiva rapinando banche. Il pamphlet venne denunciato come "reazionario" sia da Kautsky sia da Lenin.
Nel novembre 1914, Martov venne raggiunto a Parigi da Trockij, con il quale collaborò alla rivista Naše slovo ("La nostra parola"). Egli fu l'unico collaboratore di Nashe slovo a non uniformarsi alla linea di Lenin nel 1917.
Nel 1914, Martov si oppose alla prima guerra mondiale, da lui condannata come guerra imperialista con toni molto simili a quelli utilizzati da Lenin e Trockij; inoltre, divenne il capo della fazione dei menscevichi internazionalisti, in opposizione alla corrente principale del partito menscevico. Nel 1915, si alleò con Lenin durante la conferenza internazionale in Svizzera, ma successivamente ripudiò i bolscevichi. La minoranza "internazionalista" era a favore di una politica di "pace democratica".
Martov fu anche l'ideatore dello scambio di esiliati marxisti russi con cittadini tedeschi internati in Russia; in questo modo, molti leader rivoluzionari, incluso Lenin, poterono tornare in Russia durante la rivoluzione del 1917.

## Ideologia
Sia Martov sia Lenin basarono la propria ideologia politica sul marxismo, ma avevano opinioni contrastanti circa l'organizzazione del partito operaio socialdemocratico russo ispirata a quella degli altri partiti socialdemocratici europei, in particolare quello tedesco. La divergenza d'idee con Lenin crebbe da una diversa concezione della stesura dell'articolo 1 dello statuto del partito, inerente alla definizione dei membri, nel corso del secondo congresso del POSDR svoltosi a Bruxelles e Londra. Martov credeva nell'enunciato che quanti accettassero di obbedire alle direttive e attenersi al programma politico potevano essere automaticamente ammessi nel partito, mentre Lenin voleva limitare le ammissioni a chi era coinvolto nelle attività di partito. Inizialmente sembrò prevalere il punto di vista di Martov con 28 voti a favore contro 23, ma 7 votanti se ne andarono per protesta in risposta al respingimento delle loro proposte, e quindi Lenin vinse con una maggioranza risicata.
Martov venne descritto "troppo buono ed intellettuale per essere un politico di successo", in quanto spesso veniva tenuto a freno dalla sua integrità morale, e dall'approccio filosofico alla politica. Tendeva a scegliere gli alleati politici in base alla loro coerenza, piuttosto che alla convenienza o alla praticità del momento. Inoltre, i nobili principi di Martov lo rendevano fin troppo "morbido" ed indeciso con gli avversari politici, lo stesso Trockij in fondo soleva definirlo "l'Amleto del socialismo democratico". È stato descritto più "un brillante intellettuale ed un teorico di partito" che un uomo d'azione.

## Opere
- Julij Martov, La lezione degli eventi in Russia, Le Socialisme, 29 dicembre 1907
- Julij Martov, Salvatori o distruttori? Chi ha distrutto il POSDR e come, 1911
- Julij Martov, Abbasso la pena di morte!, giugno/luglio 1918
- Julij Martov, L'ideologia sovietica, Mysl, Kharkov, 1919
- Julij Martov, Decomposizione o conquista dello Stato, Sozialisticheski Vestnik, Berlino, 8 luglio & 1º settembre 1921; Mirovoi Bolshevism, Berlino, 1923
- Julij Martov, Storia della socialdemocrazia russa, 1923
- Julij Martov, Lo Stato e la rivoluzione socialista, New York, 1938
- Julij Martov, Bolscevismo mondiale, trad. it. di F. Caselli, Torino, Einaudi, 1980.